# Стефан I (папа)
Вижте пояснителната страница за други личности с името Стефан I.
Стефан I (на латински: Stephanus I) (? – 2 август 257) – римски папа от 12 май 254 г. до 2 август 257 г.